# لوسي صالحاني
لوسي صالحاني (بالإنجليزية: Lucie Salhany)‏؛ ولدت لوسيل صالحاني Lucille Salhany) هي مديرة إعلامية أمريكية من أصل لبناني. شغلت منصب مديرة شركة فوكس للبث في 1993 مما جعلها أول امرأة تترأس شركة بث تلفزيوني. أسست ورأست بعد ذلك يونايتد باراماونت نتوورك.